# باول ديزموند
باول ديزموند (بالإنجليزية: Paul Desmond)‏ هو عازف جاز وملحن أمريكي، ولد في 25 نوفمبر 1924 في سان فرانسيسكو في الولايات المتحدة، وتوفي في 30 مايو 1977 في نيويورك في الولايات المتحدة بسبب سرطان.

## وصلات خارجية
- باول ديزموند على موقع IMDb (الإنجليزية)
- باول ديزموند على موقع الموسوعة البريطانية (الإنجليزية)
- باول ديزموند على موقع ميوزك برينز (الإنجليزية)
- باول ديزموند على موقع إن إن دي بي (الإنجليزية)
- باول ديزموند على موقع أول ميوزيك (الإنجليزية)
- باول ديزموند على موقع ديسكوغز (الإنجليزية)